# Corunna (Michigan)
Pour les articles homonymes, voir Corunna.
Corunna est une ville située dans l’État américain du Michigan. Elle est le siège du comté de Shiawassee. Selon le recensement de 2000, sa population est de 3 381 habitants.